# Атрохов, Михаил Варфоломеевич
Михаил Варфоломеевич Атрохов (15 октября 1928, деревня Закрупец, Пропойский район, Могилёвский округ, Белорусская ССР — 18 августа 1999, Димитров, Донецкая область, Украина) — проходчик шахты № 1 «Центральная» треста «Красноармейскуголь» Министерства угольной промышленности Украинской ССР, Сталинская область. Герой Социалистического Труда (1957).

## Биография
Родился в 1928 году в крестьянской семье в селе Закрупец Пропойского района Могилёвского округа (сегодня — Славгородский район). Пережил немецкую оккупацию. В послевоенные годы по комсомольской путёвке отправился на Донбасс. Трудился проходчиком в забое шахты № 1 «Центральная» треста «Красноармейскуголь».
В 1956 году выдал на-гора 36 тысяч тонн угля. Указом Президиума Верховного Совета СССР от 26 апреля 1957 года удостоен звания Героя Социалистического Труда за «выдающиеся успехи, достигнутые в деле развития угольной промышленности в годы пятой пятилетки и в 1956 году» с вручением ордена Ленина и золотой медали «Серп и Молот» (№ 7668).
В последующие годы назначен заместителем начальника участка № 6 шахты номер № 1 «Центральная» треста «Красноармейскуголь».
После выхода на пенсию проживал в городе Димитров (с 2016 года — Мирноград) Донецкой области. Умер в августе 1999 года.
Награды
- Герой Социалистического Труда
- Орден Ленина
- Медаль «За трудовую доблесть» (05.03.1976)
- Знак «Шахтёрская слава» трёх степеней
- Почётный гражданин Мирнограда.